# Ol'ga Bibik
Ol'ga Nikolaevna Bibik (in russo Ольга Николаевна Бибик?; Krasnojarsk, 26 settembre 1976) è un'arrampicatrice russa.
Pratica le competizioni di difficoltà, boulder e velocità, l'arrampicata in falesia e il bouldering.

## Biografia
Veterana delle gare di arrampicata ha partecipato alle coppe del mondo di specialità fin quasi dalla loro prima edizione. Ha esordito vincendo il Campionato del mondo di arrampicata 1993 ad Innsbruck nella specialità velocità. Ha proseguito nella specialità lead ottenendo discreti risultati fino al 1999 quando si è dedicata al boulder, pratica nella quale ha vinto diversi titoli. Per tre anni consecutivi, nel 2003, 2004, 2005 è arrivata seconda nella Coppa del mondo boulder di arrampicata sempre alle spalle della pluricampionessa francese Sandrine Levet. Poi finalmente l'anno successivo ha vinto la Coppa del mondo di arrampicata 2006 nel boulder. In quel periodo di grande forma ha anche vinto la medaglia d'oro al Campionato europeo di arrampicata 2004 a Lecco.

## Palmarès

### Coppa del mondo
|         | 1992 | 1993 | 1994 | 1995 | 1996 | 1997 | 1998 | 1999 | 2000 | 2001 | 2002 | 2003 | 2004 | 2005 | 2006 | 2007 | 2008 | 2009 | 2010 | 2011 | 2012 |
| ------- | ---- | ---- | ---- | ---- | ---- | ---- | ---- | ---- | ---- | ---- | ---- | ---- | ---- | ---- | ---- | ---- | ---- | ---- | ---- | ---- | ---- |
| Lead    | 20   | 13   | 26   | 31   | 37   |      |      |      | 35   | 38   |      | 22   |      |      |      | 30   |      | 52   |      |      |      |
| Boulder |      |      |      |      |      |      |      | 16   | 6    | 5    |      | 2    | 2    | 2    | 1    | 29   | 12   | 24   | 17   | 23   | 31   |
| Speed   |      |      |      |      |      |      |      | 14   |      |      |      |      |      |      |      |      |      |      |      |      |      |

### Campionato del mondo
|         | 1993 | 1995 | 1997 | 1999 | 2001 | 2003 | 2005 | 2007 | 2009 | 2011 | 2012 |
| ------- | ---- | ---- | ---- | ---- | ---- | ---- | ---- | ---- | ---- | ---- | ---- |
| Lead    |      | 31   |      |      |      | 31   |      |      | 9    |      |      |
| Boulder |      |      |      |      | 13   | 4    | 6    | 3    | 7    | 6    | 15   |
| Speed   | 1    |      | 3    | 9    |      |      |      |      | 25   |      |      |

## Statistiche

### Podi in Coppa del mondo boulder
| Stagione | 1º | 2º | 3º | Podi totali |
| -------- | -- | -- | -- | ----------- |
| 2000     |    | 1  |    | 1           |
| 2001     |    |    | 2  | 2           |
| 2002     |    |    |    |             |
| 2003     | 1  | 2  | 2  | 5           |
| 2004     | 1  | 2  | 1  | 4           |
| 2005     | 1  | 1  |    | 2           |
| 2006     | 3  | 1  |    | 4           |
| Totale   | 6  | 7  | 5  | 18          |